# Меркалло
Меркалло (итал. Mercallo) — коммуна в Италии, располагается в провинции Варесе области Ломбардия.
Население составляет 1679 человек, плотность населения составляет 336 чел./км². Занимает площадь 5 км². Почтовый индекс — 21020. Телефонный код — 0331.
Покровителем коммуны почитается святой апостол и евангелист Иоанн Богослов, празднование 27 декабря.